# Cheswick (Pensilvania)
Cheswick es un borough ubicado en el condado de Allegheny en el estado estadounidense de Pensilvania. En el año 2000 tenía una población de 1899 habitantes y una densidad poblacional de 1,222 personas por km².

## Geografía
Cheswick se encuentra ubicado en las coordenadas 40°32′30″N 79°48′1″O / 40.54167, -79.80028.

## Demografía
Según la Oficina del Censo en 2000 los ingresos medios por hogar en la localidad eran de $40 625 y los ingresos medios por familia eran $47 019. Los hombres tenían unos ingresos medios de $37 188 frente a los $30 000 para las mujeres. La renta per cápita para la localidad era de $22 982. Alrededor del 3.7% de la población estaba por debajo del umbral de pobreza.